# Saint-Pierre-d’Argençon
Saint-Pierre-d’Argençon – miejscowość i gmina we Francji, w regionie Prowansja-Alpy-Lazurowe Wybrzeże, w departamencie Alpy Wysokie.
Według danych na rok 1990 gminę zamieszkiwało 141 osób, a gęstość zaludnienia wynosiła 7 osób/km² (wśród 963 gmin regionu Prowansja-Alpy-W. Lazurowe Saint-Pierre-d’Argençon plasuje się na 658. miejscu pod względem liczby ludności, natomiast pod względem powierzchni na miejscu 491.).